# Pigface
Pigface es un supergrupo de rock industrial formado en 1990 por Martin Atkins y Bill Rieflin.
La banda Pigface fue formada en la gira mundial de Ministry llamada “The mind is a terrible thing to taste” (La mente es una cosa terrible para probarla), de la cual salió el álbum en vivo “In Case You Didn't Feel Like Showing Up”. Para esta gira, Al Jourgensen invitó a Martin Atkins, Nivek Ogre y a Chris Connelly. Mientras Atkins disfrutaba la dinámica de tocar con un segundo baterista, sintió que esta alineación era capaz de hacer mucho más, lo que él frecuentemente llamaba “a Ministry cover band” (una banda que hace covers de Ministry). Una vez que la gira terminó, Atkins y Rieflin decidieron seguir trabajando juntos, para lo que reclutaron a varios de los miembros de gira anterior. En este momento nace Pigface, con la intención de mantener un estilo rotativo de colaboración con muchos músicos experimentales, muchos de ellos, especialmente en su época temprana, habían hecho algunas grabaciones con la discográfica de influencia industrial Wax Trax! Records
Trent Reznor también estuvo involucrado en este proyecto, antes de que su actual banda Nine Inch Nails saliera a la luz pública con la canción “Suck”, coescrita y cantada por el mismo Reznor, la cual fue su primer éxito, esta canción fue reeditada después para el EP Broken.
Eventualmente Rieflin dejó Pigface dejando a Atkins al mando de la agrupación. Las docenas, quizás cientos, de colaboradores musicales para grabar y realizar Pigface han asegurado que cada álbum, y cada canción, son únicos. Sin embargo, esta práctica ha llevado a algunas críticas negativas debido a una percibida falta de continuidad.
Los conciertos de Pigface siempre han sido caracterizados por actuaciones de alto nivel de energía por la potencia y rapidez de los ritmos. Frecuentemente hay más de diez músicos en el escenario durante los espectáculos, y no solo eso, a Martin Atkins y al resto de la banda les gusta mucho interactuar con la audiencia, e invitan a miembros del público a subir al escenario de vez en cuando para animar y complacer a sus seguidores.

## Miembros en orden alfabético y sus respectivas bandas de origen
- Patti Adachi
- Steve Albini de Big Black, Rapeman, y Shellac
- Martin Atkins de Public Image Ltd., Ministry, Brian Brain, Killing Joke, The Love Interest, Nine Inch Nails, Spasm, y Murder Inc
- Matt B de Concrete Automaton
- Paul Barker de Lead Into Gold, Ministry, Revolting Cocks, PTP, Acid Horse, 1000 Homo DJs, Lard, Pailhead, y The Blackouts
- Jello Biafra de Dead Kennedys y Lard
- Mike Bishop (como Beefcake The Mighty) de GWAR, Kepone y American Grizzly
- Bella Black
- Gry Bagøien
- Leila Bela
- Bob Dog de Evil Mothers
- Bones (FN Dangoy)
- Fallon Bowman de Amphibious Assault y de Kittie
- Casper Brotzman de Massaker
- Mary Byker de Gaye Bykers on Acid y Hyperhead
- Meg Lee Chin (O' Leary) de Crunch and The Great White Trash
- JS Clayden de Pitchshifter
- Chris Connelly de Ministry, PTP, Acid Horse, The Love Interest, Finitribe, Murder Inc, y Revolting Cocks
- Danny Carey de Tool
- Arturo De Leon de Martyr Colony
- Duane Denison de The Jesus Lizard y Tomahawk
- Mike Dillon
- Edsel Dope de Dope
- Taime Downe de Faster Pussycat y The Newlydeads
- Jamie Duffy de Acumen Nation y DJ? Acucrack
- Hanin Elias de Atari Teenage Riot
- En Esch de Slick Idiot y anteriormente de KMFDM
- The Enigma de The Jim Rose Circus
- Paul Ferguson de Killing Joke, Murder Inc, y The Orb
- Dirk Flanigan de 77 Luscious Babes
- Flea de Red Hot Chili Peppers
- Flour
- Black Francis de The Pixies
- Fuzz de Silverfish
- Joel Gausten de The Undead
- Laura Gomel de My Life With the Thrill Kill Kult
- Michael Gira de Swans
- Vince H. de dedFROGZ
- Chris Haskett de Rollins Band
- Marc Heal de Cubanate
- Barbara Hunter (Ruchhoft) de Roundhead
- Penn Jillette de Penn and Teller
- Sean Joyce de Revolting Cocks
- Algis Kizys de Swans
- Krztoff de Bile
- Keith Levene de Public Image Ltd.
- Charles Levi de My Life With the Thrill Kill Kult y Silence
- Jared Louche de Chemlab
- Lunar
- Lydia Lunch
- John Lydon de Public Image Ltd. y los Sex Pistols
- Curse Mackey de Evil Mothers y Spasm
- Groovie Mann de My Life With the Thrill Kill Kult
- Jim Marcus de Die Warzau
- Doug McCarthy de Nitzer Ebb
- Jason McNinch de Lick
- Kurt Moore
- Jason More
- Hope Nicholls de Sugarsmack y Fetchin' Bones
- Jason Novak de Acumen Nation y DJ? Acucrack
- Nivek Ogre de Skinny Puppy, ohGr, Revolting Cocks, y Ministry
- Genesis P-Orridge de Psychic TV y Throbbing Gristle
- Alex Paterson de The Orb
- Sean Payne de Cyanotic
- Eric Pounder de Pounder y Dead Voices on Air
- Chris Randall de Sister Machine Gun
- Leslie Rankine de Silverfish y Ruby
- Paul Raven de Prong, Murder Inc, y Killing Joke
- Trent Reznor de Nine Inch Nails
- Bill Rieflin de Ministry, Revolting Cocks, Acid Horse, PTP, 1000 Homo DJs, Lard, Pailhead, The Blackouts, Swans, KMFDM y R.E.M.
- Barb Ruchoft
- Stuart Saint de Egypticon
- Patrick Sane de Evil Mothers y Boxcar Satan
- Matt Schultz de Lab Report
- Günter Schulz de Slick Idiot y anteriormente de KMFDM
- Seibold de Hate Dept.
- Shonen Knife
- Siggy de The Sugarcubes
- David William Sims de The Jesus Lizard y Scratch Acid
- Jonny Sharples de Adelleda
- Snazin Smith
- Pat Sprawl de Dead Surf Kiss
- Louis Svitek de Mind Funk, Ministry, y Front Line Assembly
- David Suycott de Stabbing Westward
- James Teitelbaum de Evil Clowns y Left Orbit Temple
- J. G. Thirlwell de Foetus, Wiseblood, Steroid Maximus
- Dave Trumfio
- Joe Trump de Eliott Sharp's Carbon
- William Tucker de My Life With the Thrill Kill Kult y Ministry
- Virus de dope
- Chris Vrenna de Nine Inch Nails y Tweaker
- Mark Walk de Ruby, ohGr y Skinny Puppy
- Geordie Walker de Killing Joke
- Scott Watanabe
- Andrew Weiss de Rollins Band, Butthole Surfers, y Ween
- David Yow de The Jesus Lizard y Scratch Acid
- Betty X
- Wayne Static de Static-X

## Discografía Parcial
- Spoon Breakfast EP (1990)
- Lean Juicy Pork (1990) - Entrevista
- Gub (1991)
- Welcome to Mexico... Asshole (1991) - álbum en vivo.
- Fook (1992)
- Washingmachine Mouth (1993) – colección de remezclas.
- Truth Will Out (1993)
- Notes From Thee Underground (1994)
- Feels Like Heaven (1995) - colección de remezclas.
- A New High in Low (1997)
- Below the Belt (álbum) (1998) - colección de remezclas.
- Eat Shit You Fucking Redneck (1998) - álbum en vivo.
- The Best of Pigface Preaching to the Perverted (2001).
- Easy Listening... (2003)
- Glitch (álbum) (2003)
- Headfuck (2003)- colección de remezclas.
- 8 Bit Head (2004)
- Clubhead (2004)- colección de remezclas.
- Crackhead (álbum) (2004)- colección de remezclas.
- Dubhead (2004)
- Free For All Tour Demo (2005)
- Pigface Vs. The World (2005) – Recopilación de temas.
- Gub/Welcome To Mexico (2005) - Remasterizado.
- The Head Remixes (2006) – Recopilación de temas.
- Fook/Washing Machine Mouth/Truth Will Out (2006) - Remasterizado.
- Notes From Thee Underground/Feels Like Heaven (2006) - Remasterizado
- Broadcast from Radio China (2006)
- A New High in Low/Below the Belt/Eat Shit You Fucking Redneck (2007) - Remasterizado